# The Girl from Ipanema
The Girl from Ipanema (deutsch Das Mädchen aus Ipanema) ist der bekanntere englische Titel eines populären, im Jahr 1962 von Antônio Carlos Jobim komponierten brasilianischen Musikstücks. Das portugiesischsprachige Original, dessen Text Vinícius de Moraes verfasst hat, trägt den gleichbedeutenden Titel Garota de Ipanema (Aussprache [ɡaˈɾotɐ dʒipaˈnemɐ]). Zur Zeit der Entstehung des Liedes galt Ipanema, ein Stadtteil von Rio de Janeiro, als das Künstlerviertel der brasilianischen Metropole.
Eine Aufnahme für das Musiklabel Verve vom 19. März 1963 in New York, die im Folgejahr auf der Langspielplatte Getz/Gilberto erschien, machte The Girl from Ipanema zu einem der weltweit bekanntesten Songs des Bossa Nova. Zu dem nachhaltigen Erfolg dieser Version trug die Mitwirkung des namhaften amerikanischen Jazz-Tenorsaxophonisten Stan Getz bei. Darüber hinaus ist neben dem brasilianischen Sänger und Gitarristen João Gilberto, der Jobims bevorzugter Interpret für seine Liedkompositionen war, auch dessen Frau Astrud zu hören, deren Weltkarriere mit der Singleauskopplung dieses Stücks begann.

## Musik
Obwohl Jobim und de Moraes schon seit Jahren – allerdings nur mit mäßigem Erfolg beim brasilianischen Publikum – gemeinsam Lieder verfasst hatten, trifft es entgegen einer verbreiteten Legende nicht zu, dass die beiden das Stück spontan an einem Tisch in der Bar Veloso entworfen hätten. Jobim vertonte zunächst einen Text, den de Moraes kurz zuvor in Petrópolis verfasst hatte; da dieser erste Text jedoch von beiden Partnern letztlich verworfen wurde und de Moraes eine fast vollständig umgearbeitete, neue Version verfasste, muss die Musik als der ältere Teil der beiden grundlegenden Elemente des Liedes betrachtet werden. Der große Erfolg des Liedes in den USA und Jobims Emigration dorthin im Zusammenhang mit dem brasilianischen Militärputsch von 1964 bewirkten allerdings auch, dass Girl from Ipanema das letzte gemeinsame Werk der beiden blieb.

### Allgemeines
Die Gattung des Liedes macht es zur Aufgabe des Komponisten, die von ihm verwendeten musikalischen Mittel so einzusetzen, dass sie Struktur und Aussage eines Textes zu tragen und unterstützen vermögen. Jobims Komposition zeichnet sich durch eine Verbindung von teils recht klischeehaften, teils hochoriginellen Wendungen aus, in der Charakteristika sehr verschiedener Stilistiken verarbeitet werden.

#### Form
Girl from Ipanema ist ein 40-taktiges Lied, das in der so genannten Songform AABA strukturiert ist. Diese Form ist zwar in der brasilianischen Musik nicht unbekannt; stilprägend ist sie jedoch für die Popularmusik der USA. Die AABA-Form bildet das Grundgerüst der weitaus meisten Songs der Tin Pan Alley, die wiederum einem wesentlichen Teil des Jazzstandard-Repertoires zugrunde liegen.
Wann immer der Komponist Antônio Carlos Jobim auf diese vergleichsweise „jazzige“ Form zurückgriff, war er bestrebt, deren relativ rigide Struktur nach Möglichkeit durch überraschende Wendungen aufzulockern. Im Falle von Girl from Ipanema ist es der Mittelteil (B), der mit seinen 16 Takten doppelt so lang ist wie das vertraute Grundmodell.
Die umrahmenden achttaktigen A-Teile entsprechen der Erwartungshaltung des Hörers dagegen in besonderem Maße, da sie einander melodisch und harmonisch fast vollständig gleichen.

#### Metrum, Rhythmus und Tempo
Die Bossa-Nova-Musiker begriffen ihren Stil als betont urbane, intellektuelle und „coole“ Weiterentwicklung älterer Formen des Samba. Die traditionelle Zweiteilung des Rhythmus in je einen „leichten“ und einen „schweren“ Beat pro Takt ist jedoch vom Samba übernommen. Brasilianische Notenausgaben von Garota de Ipanema sind daher im 2/4-Takt notiert, wie er für die meisten lateinamerikanischen Rhythmen ursprünglich gebräuchlich ist.
Nordamerikanische und europäische Musiker, deren Gewohnheiten im Blattspiel durch die Jazztradition geprägt sind, empfinden diese Notationsweise vielfach als unübersichtlich, weswegen es mittlerweile viele im 4/4-Takt (oder, seltener, alla breve) niedergeschriebene Ausgaben gibt, so zum Beispiel im Real Book und den ihm nachempfundenen Sammlungen gängiger Repertoirestücke.
Wie die meisten Bossa-Nova-Stücke ist auch Girl from Ipanema für ein mittleres Tempo komponiert; auf der bekanntesten Aufnahme (eben der LP Getz/Gilberto) beträgt es M.M. 124.

#### Tonart
Jobim verfasste Garota de Ipanema ursprünglich in der Tonart Des-Dur, die sowohl seiner eigenen als auch der ihm vertrauten Stimmlage João Gilbertos gut entsprach. Wenn es auch keinen Anhaltspunkt für die Vermutung gibt, dass für den Komponisten Erwägungen bezüglich etwaiger Tonartencharakteristiken irgendeine Rolle spielten, so bewirken in dieser Tonart die Eigenschaften der normalerweise beteiligten Instrumente einen hörbaren Effekt. Für die Saxophone und den Kontrabass beispielsweise ist Des-Dur eine „dunkel“ klingende, etwas heikle Tonart, die besondere Aufmerksamkeit in Bezug auf die Intonation und die Instrumentaltechnik im Allgemeinen erfordert.
Weil der Mittelteil nun zunächst einen Halbton nach oben moduliert, also in das relativ leicht spielbare und daher kraftvoller klingende D-Dur, bieten die Übergänge zwischen den Formteilen einem über die Akkordfolge improvisierenden Musiker Gestaltungsmöglichkeiten. Neben der bereits erwähnten „klassischen“ Version auf Getz/Gilberto ist dieser Effekt auch recht gut in einer bekannten Einspielung des Oscar-Peterson-Trios (We Get Requests, 1965), die sich gleichfalls die besonderen Eigenschaften der Originaltonart zunutze macht, zu hören. Seit den späten 1960er Jahren hat sich aber das technisch weniger anspruchsvolle F-Dur als gebräuchliche Tonart durchgesetzt, die auch Jobim für eigene Instrumentalversionen bereits gewählt hatte.
Da Girl from Ipanema bevorzugt von Vokalisten dargeboten wird, richtet sich bei Gesangsversionen die Wahl der Tonart in aller Regel nach den stimmlichen Möglichkeiten der Sängerin oder des Sängers. Die Schwierigkeit des Stückes besteht dabei weniger in seinem Tonumfang, der mit einer großen None nicht außergewöhnlich weit ist, sondern in seiner im Verhältnis zu den Begleitakkorden relativ abstrakten Melodieführung.

### Motivik und Sequenzbildung

Eine der hervorstechendsten Eigenschaften der Melodie von Girl from Ipanema ist ihre auffallende Beschränkung auf wenige, einfache und eingängige Motive und deren konsequente Weiterführung durch die Akkordfortschreitungen. Alle drei A-Teile werden dabei von einem einzigen, aus nur drei Tönen bestehenden Kernmotiv bestritten, das zunächst auf gleicher Tonstufe wiederholt wird, bevor dieselbe melodische Bewegung – diesmal aber um einen Ganzton nach unten versetzt – sequenziert erneut vollzogen wird.
Der klangliche Reiz dieses an sich schlichten Dreiton-Motivs besteht dabei in dem vieldeutigen Spannungsverhältnis, in dem die Melodietöne zu den Begleitakkorden stehen. Die Melodietöne es, c und b sind im Verhältnis zur Tonika Des-Dur jeweils die große None, große Septime und große Sexte beziehungsweise Tredezime. Im Verhältnis zum zweiten Akkord sind dieselben Töne Grundton, Sexte/Tredezime und Quinte. In diesen Funktionen sind die Töne zwar keinesfalls ausgesprochen dissonant, klingen also nicht „falsch“, aber sie übernehmen auch noch keine klare harmonische Aufgabe im Sinne der Stimmführung. Dies geschieht erst im jeweils zweiten Viertakter eines jeden A-Teils, wo die Melodietöne des und c als harmonisch bedeutsame Leittöne fungieren. Da die Melodie jedoch, der sequenziellen Logik folgend, in die Quinte as geführt wird, anstatt sich in den vom Gehör erwarteten Grundton aufzulösen, verharrt die Musik in der Schwebe, wie es dem sehnsuchtsvollen Charakter des zugehörigen Textes entspricht. Dass dies beabsichtigt sein muss, zeigt sich ganz am Ende der Form, wenn das Sequenzmotiv kurz variiert wird, die Melodie aber wiederum nicht den Grundton erreicht, sondern „nur“ die Septime. Jobim erzielt also mit melodischen Mitteln eine dem Halbschluss vergleichbare Klangwirkung. Deren Charakter bleibt nicht zuletzt deswegen immer sanglich, weil die gewählten Melodietöne eine Pentatonik und somit das typische Material zahlloser Volks- und Kinderlieder suggerieren.
Im weiteren Fortgang des Liedes, also dem Mittelteil, bringt Jobim nur noch zwei weitere neue Motive, die er in ähnlicher Weise entwickelt. Deren musikalischer Sinnzusammenhang erschließt sich aber klarer aus einem Verständnis des originellen harmonischen Verlaufs dieser 16 Takte, der in einem späteren Abschnitt erläutert wird.

### Harmonik: Klischees und Kontraste
Unter harmonischen Gesichtspunkten kombiniert Girl from Ipanema in seinen beiden Formteilen eine sehr gebräuchliche Akkordprogression mit einer Folge klanglicher Rückungen, die sich bewusst einer eindeutigen, folgerichtigen Deutung im Sinne der Funktionstheorie zu entziehen versucht.

#### Die A-Teile
Die A-Teile bringen in sehr klarer, symmetrischer und klanglich kaum verfremdeter Form die Akkordfolge Tonika – Doppeldominante – Dominante und wieder Tonika, wie sie in der europäischen Musik spätestens seit der Wiener Klassik in Gebrauch ist:

Lediglich mit Akkordvorhalten (hier dem der Dominante vorgeschalteten Akkord IIm7) oder der Tritonussubstitution (bII7) werden sehr sparsam zusätzliche Farben gesetzt, deren leicht dissonante Wirkung durch die dezente Gitarrenbegleitung, wie sie für die Bossa Nova charakteristisch ist, weiter abgemildert wird.
In den drei großen Popularmusik-Traditionen, die der amerikanische Kontinent im 20. Jahrhundert hervorgebracht hat, nämlich denen der USA, Brasiliens und Kubas, ist dieses Akkordschema allgegenwärtig. Es wäre also verfehlt, gerade mit der Verwendung einer solchen Akkordfolge den oft postulierten Einfluss des Jazz auf die Bossa Nova belegen zu wollen. Allein auf Getz/Gilberto finden sich noch drei weitere Songs, die mit demselben harmonischen Klischee (oder geringfügigen Abwandlungen davon) arbeiten.
Sehr typisch für nordamerikanische Melodien über diesem Akkordgerüst ist allerdings die Vorliebe für sich wiederholende und sequenzierende Melodien in der Art, wie dies auch in Girl from Ipanema geschieht.

#### Der Mittelteil
Wie bereits erwähnt, verwendet der 16-taktige Mittelteil, die so genannte Bridge, nur zwei melodische Motive. Deren erstes besteht im Prinzip nur aus einem Ganztonschritt (im Notenbeispiel die Bewegung vom cis zum h):

Diese beiden Töne werden aufgefasst als Terz beziehungsweise Septime zweier quintverwandter Akkorde (hier Dmaj7 und G7) und dann mit den benachbarten Tönen umspielt. Nach der ersten Vorstellung dieses Motivs beginnt wieder eine sequenzierende Passage, die allerdings ungewöhnliche Tonschritte verwendet: Das Motiv wird zunächst um eine kleine Terz und dann noch einmal um einen Halbton nach oben verschoben Hörbeispielⓘ. Jobim verwischt die harmonischen Beziehungen noch weiter, indem er den zweiten und dritten Dur-Akkord durch deren Mollparallelen ersetzt Hörbeispielⓘ, wodurch neue Terzverwandtschaften in den Vordergrund treten. Diese so genannten Medianten erzeugen oft komplexe Klangbeziehungen, vor allem in der Kombination mit den ungewohnten Rückungen der Basstöne.
Es waren überraschende harmonische Lösungen wie diese, die dazu führten, dass neben dem Jazz die Musik des Impressionismus als weiterer Haupteinfluss der Bossa Nova benannt wurde; und in der Tat hatte Jobim in seiner Jugend viel Zeit mit dem Studium von Claude Debussys und Maurice Ravels Klaviermusik verbracht.
Die verbleibenden vier Takte dienen vor allem dazu, das Stück in seine Ausgangstonart (von der es sich zwischenzeitlich weit entfernt hat) zurückzuführen. Harmonisch wie melodisch wählt der Komponist hier eine bewährte, schlüssige Methode: Eine auf einem f-moll-Akkord beginnende Quintfallsequenz kadenziert zurück nach Des-Dur. Diese vertraute Akkordfolge erklingt unter einem Tonleiterlauf, der in nun bereits bekannter Manier in den letzten zwei Takten, um einen Ganzton nach unten transponiert, wiederholt wird. Klangliche Schärfe erhält dieser ansonsten sehr berechenbare Verlauf durch die jeweils „falsche“ Auflösung. Anstelle der Quinte (f bzw. es), die das Ohr an dieser Stelle als Zielton erwarten würde, beendigt Jobim die Figur einen Halbton tiefer und damit auf der „jazzigen“, durch den Bebop popularisierten übermäßigen Undezime.

Doug Ramsey bezeichnet die elegante Balance, die mit solchen und ähnlichen musikalischen Mitteln zwischen der Voraussagbarkeit des Liedhaften, Tanzbaren und der harmonischen sophistication einer vorwiegend instrumental geprägten Musiksprache wie dem Modern Jazz erzielt wurde, als die eigentliche Errungenschaft der Bossa-Nova-Generation:

“Gilberto, Jobim, and other Brazilians turned the street-dance rhythms of Samba from predictability to subtlety, giving the music an asymmetrical urgency that was almost impossible to resist.”

### Instrumentalsolistik
Instrumentalsoli gelten im Jazz und den verwandten Musikstilen normalerweise nicht als integraler, unveränderlicher Bestandteil einer Komposition. Das liegt in der Natur der Sache, da es gängige Praxis ist, solche Solopassagen innerhalb der durch den Song bereits vorgegebenen Form und über das schon etablierte Akkordschema zu improvisieren.
Im Prinzip verhält es sich bei Girl from Ipanema nicht anders, jedoch haben im Fall dieses Stücks besondere Faktoren bewirkt, dass die beiden auf Getz/Gilberto enthaltenen Soli von vielen Hörern als wesentliche Elemente des musikalischen Ganzen begriffen werden. Es liegt hier der in den frühen 60er Jahren außergewöhnliche Fall vor, dass das Publikum von den Musikern bei Live-Auftritten bestimmte Instrumentalpassagen in möglichst unveränderter Form wieder zu hören wünschte. Dies war zuletzt im Big-Band-Jazz der Swing-Ära, also über zwei Jahrzehnte vorher, üblich gewesen und wurde erst mit den Rockbands der darauf folgenden Jahre wieder in großem Ausmaß populär.
Neben der außergewöhnlichen Bekanntheit, die diese spezielle Version des Songs seit Jahrzehnten genießt, können für den gewissermaßen „sakrosankten“ Status der beiden Soli auch inhärent musikalische Gründe namhaft gemacht werden. Zum einen orientieren sich beide Solisten weit stärker am Thema, als dies im Modernen Jazz üblich ist (auch der Großteil der übrigen Soli des Albums sind melodisch und rhythmisch deutlich selbständiger). Auf diese Weise setzen die Instrumente den „säuselnden“ sotto voce-Sprechgesang der beiden Gilbertos fort und erwecken so die Illusion weiterer Gesangsstrophen. Hierbei ist zu bedenken, dass insbesondere João, der auf Portugiesisch und obendrein mit einem stark „nuschelnden“ brasilianischen Akzent sang, für die meisten nordamerikanischen und europäischen Hörer ohnehin unverständlich war und sein Beitrag daher weniger als Liedtext, sondern eher als Melodie und Rhythmus (mithin fast wie ein Instrumentalsolo) wahrgenommen wurde.
Stan Getz löst sich erst in den letzten acht Takten seines Solos stärker von der Melodie, und er tut das auf eine für ihn typische Weise, nämlich mit rhythmischen Mitteln. Das Dreiton-Motiv der A-Teile noch weiter vereinfachend, bestreitet er zunächst vier Takte ausschließlich mit den Tönen es und c, die er sehr asymmetrisch im Rhythmus platziert und so mit sehr einfachen Mitteln ein enorm swingendes, polyrhythmisches Riff entwirft. In den folgenden vier Takten kehrt der Saxophonist wieder zur Melodie zurück, die er mit einer sowohl für sein Jazz-Spiel als auch für das Feeling des Bossa-Nova-Gesangs sehr typischen laid back-Phrasierung interpretiert. Auf der Singleauskopplung ließ der Produzent Creed Taylor nur diesen abschließenden Höhepunkt des Tenorsolos stehen:

### Harmonische Mehrdeutigkeit
Die klangvolle Harmonik des Mittelteils mit ihren funktional nicht eindeutig zuordenbaren Akkordbeziehungen hat in den vergangenen Jahrzehnten viele Theoretiker zu Analysen dieser originellen Fortschreitung inspiriert.
Bemerkenswert ist, dass die Auseinandersetzung um das „richtige“ Deutungsmodell dieser eigenwilligen Struktur in Deutschland, das sowohl von den USA als Ursprungsland des Jazz als auch von Brasilien als der Heimat der Bossa Nova weit entfernt liegt, mit besonderer polemischer Schärfe geführt wurde – dies unbenommen der Tatsache, dass solche theoretische „Korrektheit“ weder vom Komponisten angestrebt noch von Musikern als Richtlinie eingefordert wurde.
Axel Jungbluth, dessen Jazz-Harmonielehre lange als das Standardwerk zu diesem Thema auf dem deutschsprachigen Markt galt, widmet in seinem Buch diesem Mittelteil eine ungewöhnlich lange und aufwändige Analyse. Jungbluth, der als Absolvent des Berklee College of Music in den Bahnen der Akkord-Skalen-Theorie denkt, kommt hierbei zu scharfsinnigen, aber didaktisch umstrittenen Ergebnissen.
Der Gitarrist Werner Pöhlert, der in zahlreichen Publikationen die „Praxisferne“ der Skalentheorie heftig kritisiert, verweist demgegenüber auf die von ihm als „grundlagenharmonisch“ bezeichnete und als wesentlich schlüssiger propagierte Analyse, die den grundsätzlich liedhaften, sanglichen Charakter der Komposition berücksichtige.

## Text und Gesang
Durch den Welterfolg des Girl from Ipanema wurden die typischen stilistischen Eigenheiten des Bossa-Nova-Gesangs international bekannt. Im bewussten Gegensatz zum etablierten brasilianischen Musikbetrieb, der üppige Orchester-Arrangements und schwere, simplifizierte Samba-Rhythmen bevorzugte, kam es dem kleinen Zirkel der Protagonisten des neuen Stils wesentlich darauf an, „die Botschaft auf den Interpreten [zu] konzentrieren“. Dazu entwickelte man einen damals völlig neuartigen (und als sehr provokativ empfundenen), betont leisen Gesangsstil, der nach den Worten von João Gilberto wirken sollte, „als ob man dem Zuhörer ins Ohr flüstere“. Gerade Gilberto wandte sich auch prononciert gegen den meist dramatischen oder pathetischen Gestus der Popularmusik seiner Zeit: „Der Text darf nicht von Tod, Blut oder Dolch sprechen“.

### Menina que passa

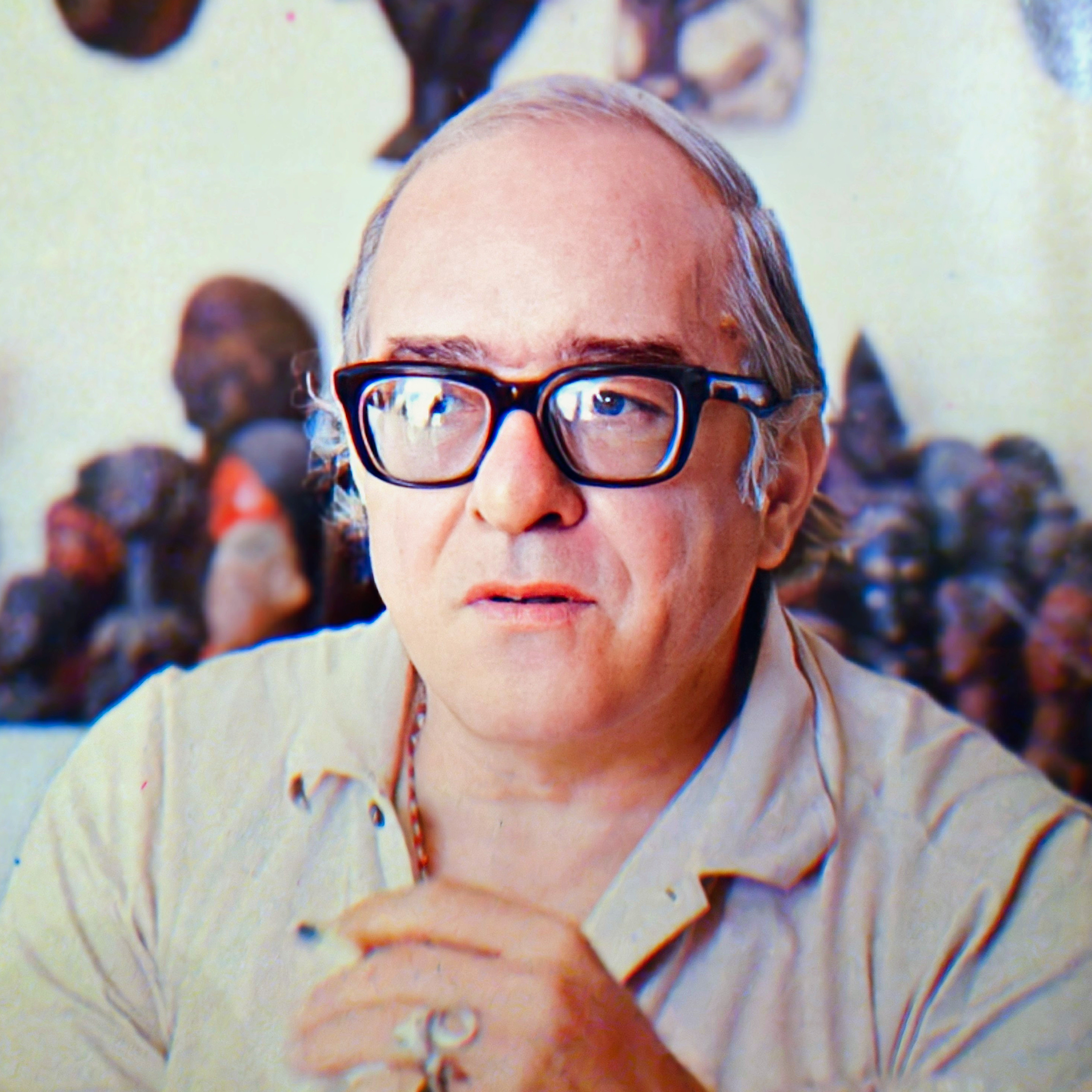
Vinícius de Moraes, 1970.

Das Lied wurde ursprünglich für das Musical Dirigível („Luftschiff“) geschrieben, dessen Buch de Moraes „zwar bereits von vorn bis hinten im Kopf hatte, aber nie zu Papier brachte“. Er konnte Jobim lediglich einen Textentwurf für einen Song geben, den er Menina que passa („Mädchen, das vorübergeht“) betitelt hatte. Häufig wird angenommen, dass es sich bei diesem Mädchen um die damals 17-jährige Heloísa Eneida (später bekannt als Helô Pinheiro) gehandelt habe. Als Muse repräsentierte sie nach Ruy Castro einen neuen femininen Typus aus der kosmopolitisch gesinnten Künstlerkolonie Ipanema. Neben und vor ihr hätten dort Frauen wie Tônia Carrero, Miriam Etz, Vera Barreto Leite, Danuza Leão, Odette Lara, Marilia Carneiro, Marilia Kranz, Marina Colasanti, Ira Etz, Germana De Lamare, Betty Faria, Maria Lucia Dahl, Duda Cavalcanti, Olga Savary, Martha Alencar, Regina Rosemburgo, Leila Diniz, Zezé Motta, Tania Caldas, Patricia Casé, Scarlet Moon, Lygia Marina, Angela Ro Ro, Isabel und Jacqueline do Vôlei diesen Typus entwickelt.
Die erste Fassung begann mit den Worten:
Vinha cansado de tudo, de tantos caminhos
Tão sem poesia, tão sem passarinhos,
Com medo da vida, com medo de amar,
Quando na tarde vazia, tão linda no espaço
Eu vi a menina que vinha num passo
Cheia de balanço caminho do mar.
(„Ich war aller Dinge müde geworden, so vieler Wege ganz ohne Poesie und singende Vögel, voller Furcht vor dem Leben, voller Furcht, zu lieben, als ich eines leeren Nachmittags dieses schöne Mädchen sah, wie sie mit anmutigem Schritt auf dem Weg zum Strand an mir vorbeiging.“)
Die Musik, die Jobim auf diesen Text schrieb, sagte auch dem Dichter außerordentlich zu, doch einigten sich die beiden darauf, dass die Worte den melancholischen Aspekt der geschilderten Szene zu stark in den Vordergrund stelle. Daher willigte de Moraes in eine vollständige Überarbeitung ein.

### Der portugiesische Text

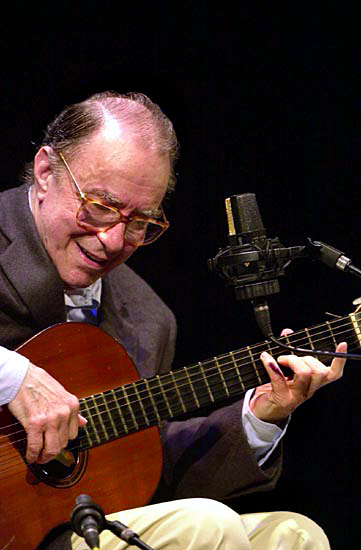
Dreieinhalb Jahrzehnte später:
Der 65-jährige João Gilberto beim Umbria Jazz in Perugia, 1996

De Moraes’ neue Version des Textes war in den ersten Augusttagen 1962 fertig. Er hatte nur das Grundmotiv – ein etwas melancholischer Betrachter reflektiert über eine vorbeigehende, gutaussehende junge Frau – sowie einige Formulierungen und kleine Floskeln beibehalten. Da er nunmehr auf Jobims schon fertige Musik Worte hatte setzen müssen, blieben auch Metrum und Reimschema unverändert. Die ersten Worte des später so berühmt gewordenen Textes lauten nun:
Olha que coisa mais linda, mais cheia de graça

É ela menina que vem que passa

num doce balanço caminho do mar.

Moça do corpo dourado do sol de Ipanema,

O seu balançado é mais que um poema.

É a coisa mais linda que eu ja vi passar.
(„Schau, was für ein schöner Anblick, so voller Anmut, ist dieses Mädchen, das dort wiegenden Schrittes auf ihrem Weg zum Meer vorübergeht. Mädchen, dessen Körper die Sonne von Ipanema vergoldet hat, ihr Gang ist vollendeter als ein Gedicht, sie ist das Schönste, was ich je vorbeigehen sah!“)
Damit war die portugiesische Version, Garota de Ipanema, vollständig – und der Zeitpunkt erwies sich als außerordentlich günstig. Der bislang nur mäßig erfolgreiche Barbesitzer Flávio Ramos hatte gerade in diesen Tagen das Restaurant Au bon gourmet in einer der besten Lagen an der Avenida Copacabana günstig erwerben können. Ramos ging nun daran, hier seinen Lebenstraum vom noblen Nachtclub Wirklichkeit werden zu lassen. Zur Eröffnung plante er eine Show, in der er die drei bekanntesten Exponenten der Bossa Nova (nämlich Jobim, de Moraes und João Gilberto) erstmals gemeinsam auf einer Bühne präsentierte. Dieses äußerst erfolgreiche und mehrfach verlängerte Gastspiel sollte das einzige bleiben, bei dem die drei Musiker gemeinsam live auftraten.
Das Au bon gourmet wurde binnen kürzester Zeit zum Anziehungspunkt für Touristen aus den USA, in deren Heimatland die „Bossa Nova craze“ einige Monate vorher erst begonnen hatte. Trotz anfänglicher Vorbehalte ließen sich Jobim und Gilberto von den häufig anwesenden Vertretern der US-Schallplattenbranche schließlich überzeugen, den Sprung aufs internationale Parkett zu wagen und in New York eine Aufnahme zusammen mit Stan Getz einzuspielen.

### Gimbels Übertragung
Norman Gimbel, der sich bis dahin mit zweifelhaftem Erfolg als Musical-Texter am Broadway versucht hatte, lernte Jobim im Jahr 1963 kennen. Er bot dem Brasilianer an, die portugiesischen Texte seiner Songs ins Englische zu übertragen. Anhand von wörtlichen Übersetzungen schuf Gimbel schließlich Nachdichtungen, die meist den ungefähren Sinnzusammenhang der Originale beibehalten, aber sich in ihrem Tonfall stark an den Hörgewohnheiten des kaufkräftigen amerikanischen Mittelschicht-Publikums orientierten, was Jobim zwar nicht schätzte, aber angesichts des Erfolges hinnahm. Obwohl die englische Übersetzung des Titels (eben Girl from Ipanema) noch unproblematisch ist, zeigen schon die ersten Zeilen des Textes, der in der Folge durch Astrud Gilbertos Interpretation berühmt werden sollte, warum die brasilianischen Musiker die Übersetzungen als Verflachungen einschätzten. Insbesondere wurde kritisiert, dass die vieldeutige, verhaltene Poesie des Originals verloren ginge und einem „schalen Gemisch aus Erotik und Exotik“ habe weichen müssen:
Tall and tan and young and lovely
The girl from Ipanema goes walking
And when she passes, each one she passes goes „Ah!“
When she walks, it’s like a Samba
That swings so cool and sways so gently
That when she passes, each one she passes goes „Ah!“
(„Groß und sonnengebräunt und jung und hübsch geht das Mädchen aus Ipanema spazieren, und wenn sie vorbeikommt, macht jeder, an dem sie vorbeikommt ‚Ah!‘. Wenn sie geht, ist das wie eine Samba, die so entspannt schwingt und sich so sanft wiegt, dass jeder, an dem sie vorbeikommt ‚Ah!‘ macht.“)

## Frühe Einspielungen

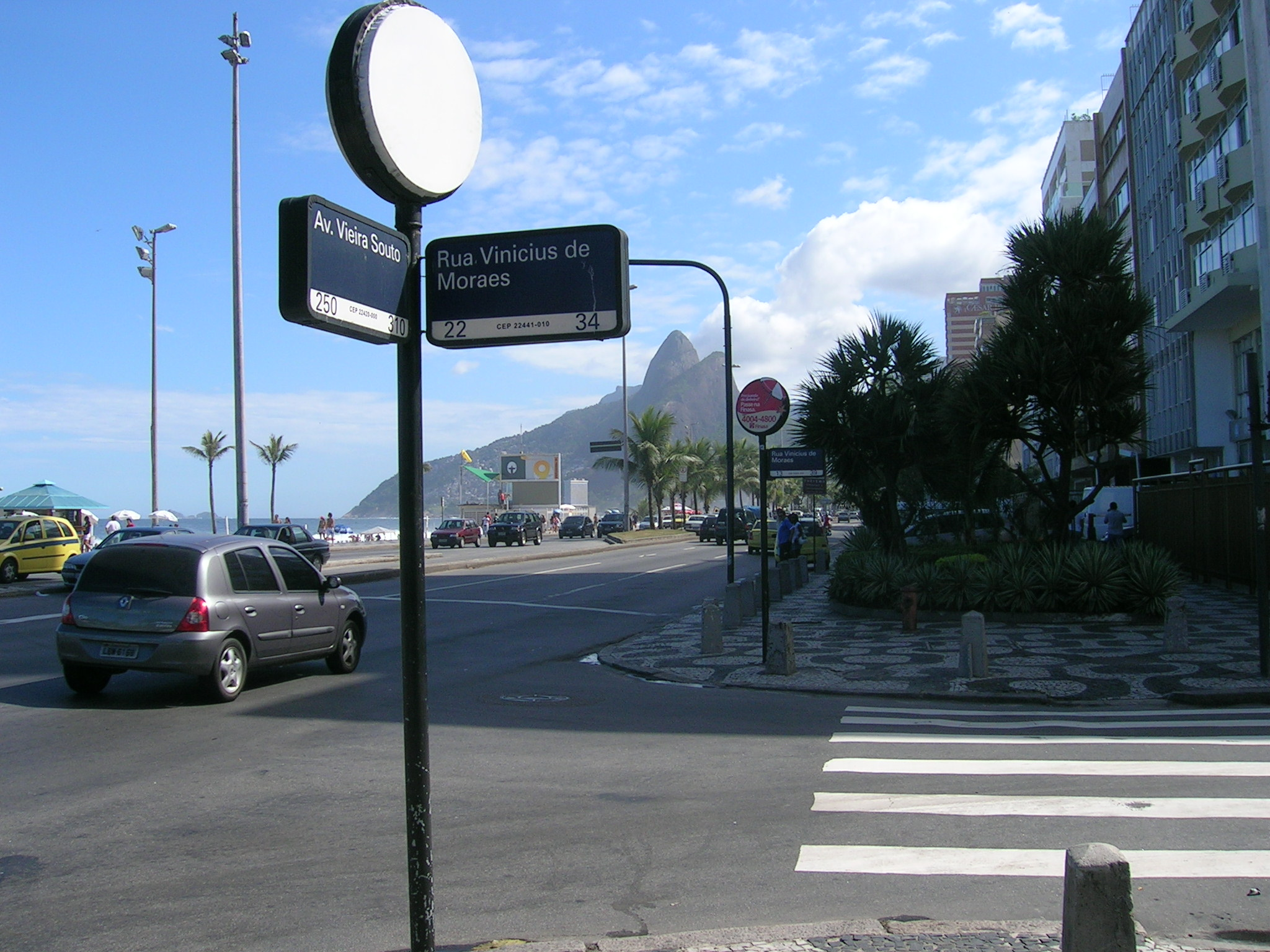
Die ehemalige Rua Montenegro in Ipanema, in der die Geschichte des Liedes ihren Anfang nahm, ist heute nach Vinícius de Moraes benannt

In Brasilien erzielte Girl from Ipanema zunächst nur einen Achtungserfolg. Die ersten Aufnahmen stammen von Pery Ribeiro (für das Label Odeon) und dem Tamba Trio (für Philips). Diese Singles erschienen zeitgleich im Januar 1963, um eventuelle Streitigkeiten zwischen den Produktionsfirmen zu vermeiden. Das brasilianische Label Mocambo veröffentlichte eine Version der Sängerin Claudette Soares, die allerdings mit wenig Beifall bedacht wurde.
Der Komponist Jobim nahm das Stück zum ersten Mal in den Vereinigten Staaten auf, wo er sich seit November 1962 praktisch dauerhaft aufhielt. Diese Instrumentalversion erschien im Mai 1963 auf der LP The Composer of ‚Desafinado‘ Plays, eine Platte, die auch insofern bemerkenswert ist, als sie den Beginn einer langjährigen, fruchtbaren Zusammenarbeit mit dem deutschen Arrangeur Claus Ogerman markiert. Als erste Einspielung eines der wichtigsten Bossa-Nova-Musiker in den USA fand diese Aufnahme viel Beachtung.

## DieGetz/Gilberto-Aufnahme und ihre Rezeption
Weder im Jazz noch in der brasilianischen Musik ist es die Regel, dass häufig interpretierte Stücke in einer „definitiven“ Version existieren, auch wenn letzteres Etikett von der Plattenindustrie und -kritik häufig bemüht wird. Insofern besteht hier ein deutlicher Unterschied zur Rock- und Popmusik, wo eher Coverversionen dominieren, die auf tiefgreifende Veränderungen des „Originals“ verzichten. Girl from Ipanema gehört zu einer relativ kleinen Gruppe von Stücken, die hier eine Ausnahme bilden: Nach der Veröffentlichung von Getz/Gilberto bezieht sich die Mehrzahl der folgenden Versionen auf diese Vorlage.

### Die beteiligten Musiker
Stan Getz: Tenorsaxophon
Stan Getz galt in den 40er und 50er Jahren als einer der bedeutendsten Vertreter des Cool Jazz, und als Saxophonist schätzten ihn viele Kritiker und Fans als wichtigsten kreativen Erneuerer der von Lester Young geprägten Spielweise. Seine Musik war den Bossa-Nova-Musikern bereits lange vor Getz’ ersten Ausflügen in die brasilianischen Rhythmen wohlbekannt, weswegen sowohl Jobim als auch Gilberto die Gelegenheit zu einer Aufnahme mit ihm nach eigenem Bekunden gerne wahrnahmen.
João Gilberto: Gesang und Gitarre
Gilberto war, wie schon erwähnt, Jobims bevorzugter Gesangsinterpret für seine Kompositionen. Auch als Rhythmusgitarrist hatte er bereits Jahre vorher ein wesentliches Stilelement der Bossa Nova entscheidend geprägt und galt daher als zentrale Figur dieser Aufnahmesession, was auch der Titel der später veröffentlichten Langspielplatte ausdrückt.
Astrud Gilberto: Gesang

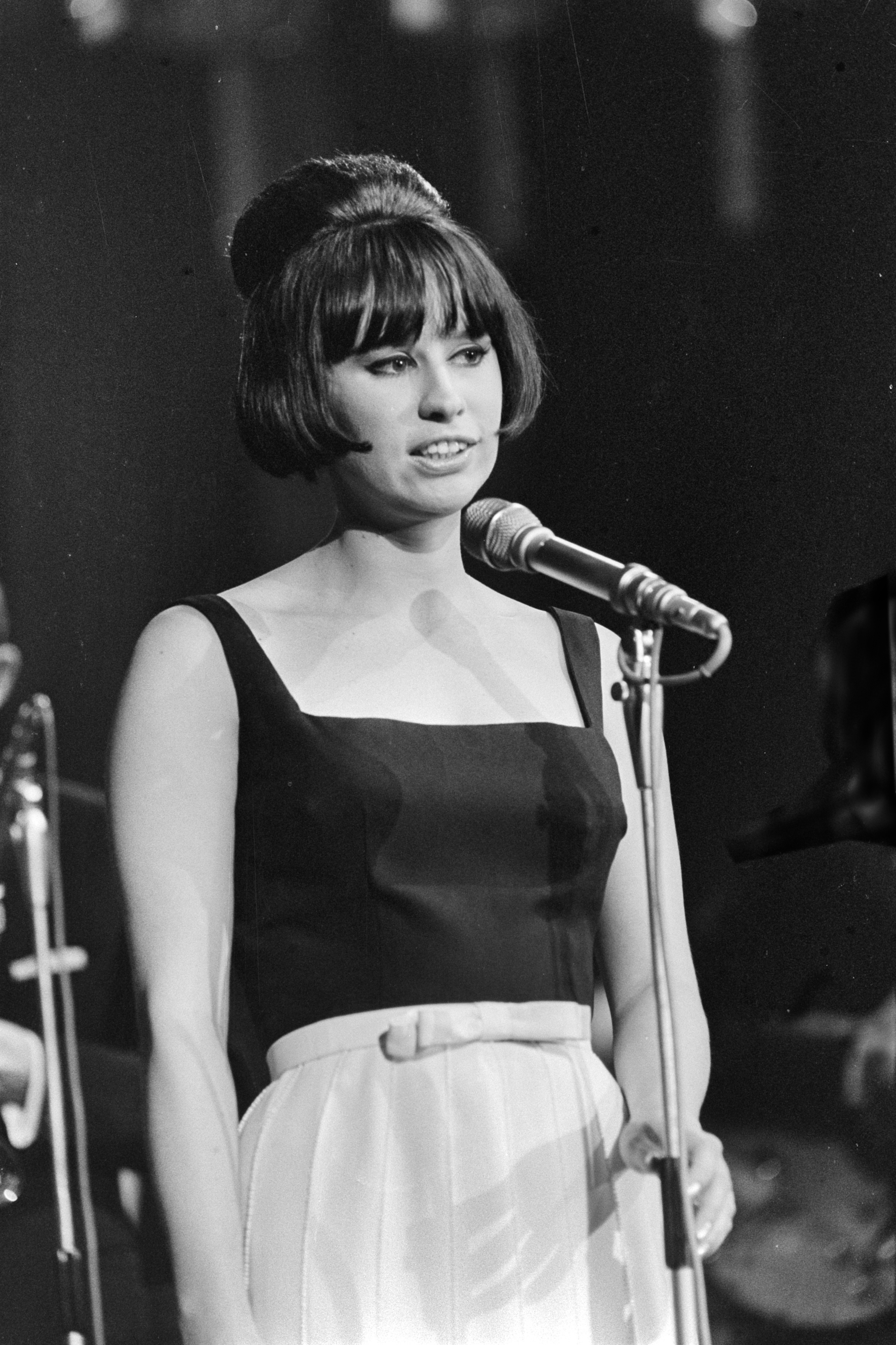
Astrud Gilberto, 1966.

Eine immer wieder kolportierte Legende behauptet, dass Joãos Frau Astrud nur zufällig am zweiten Tag der Aufnahmesitzung im Studio anwesend war und als Sängerin vollkommen unerfahren gewesen sei. Beides trifft, wie Ruy Castro nachweist, nicht zu, was allein schon durch den Umstand untermauert wird, dass Astrud den von Norman Gimbel erst unlängst verfassten englischen Text ohne Zögern vortragen konnte. Stan Getz erinnerte sich zwanzig Jahre später:

„Gilberto and Jobim didn’t want Astrud on it. Astrud was not a professional singer […] and I knew she had a tendency to sing flat. But when I wanted translations of what was going on, and she sang ‚Ipanema‘ […], I thought the words in English were very nice. Astrud sounded good enough to put on the record.“

„Gilberto und Jobim wollten Astrud nicht darauf haben. Sie war keine professionelle Sängerin, und ich wusste, dass sie eine Neigung hatte, die Töne zu tief zu intonieren. Aber als ich nach Übersetzungen der Texte fragte und sie mir ‚Ipanema‘ vorsang, fand ich die englischen Worte sehr hübsch. Astrud klang gut genug, um sie aufzunehmen.“

Auch der Produzent Creed Taylor unterstützte Astrud Gilbertos sängerische Ambitionen: Ihm schien es aus kommerziellen Erwägungen durchaus sinnvoll, eine Frauenstimme, die obendrein „in einer weniger exotischen Sprache“ sang, auf dem Album dabei zu haben. Zu Eifersüchteleien zwischen Astrud und ihrem Mann kam es offenbar weniger im Studio als vielmehr Monate später, nach der Veröffentlichung der Singleauskopplung. João reagierte außerordentlich gekränkt auf die Tatsache, dass Creed Taylor seinen Gesang komplett geschnitten hatte, um den 5:22 Minuten langen Take auf das Drei-Minuten-Format einer herkömmlichen Single zu kürzen.
Antônio Carlos Jobim: Klavier
Obgleich Komponist und Arrangeur fast aller Stücke, trat Jobim bei dieser Aufnahmesitzung als Instrumentalist weit in den Hintergrund. Sein außerordentlich reduziertes Spiel beschränkt sich über weite Strecken auf sparsame Fills, auf ausgedehnte Improvisationen verzichtet er vollständig.
Tommy Williams oder Sebastião Neto: Kontrabass
Nicht völlig geklärt ist bis heute, welcher Musiker auf Girl from Ipanema wie auch auf dem übrigen Album am Kontrabass zu hören ist. Die Liner Notes der originalen LP wie auch des Re-Issue von 1997 geben Tommy Williams an, der zu dieser Zeit der Bassist in Getz’ eigentlichem Quartett war.
Der brasilianische Musikjournalist Arnaldo de Souteiro nennt dagegen Sebastião Neto als Kontrabassisten. Untermauert wird diese These durch einige erhaltene Fotos, die offenbar während der Studio-Session aufgenommen wurden und auf denen Neto abgebildet ist.
Allein aufgrund des Höreindrucks ist diese Frage kaum zu klären: Die Bossa Nova verlangt eine außerordentlich zurückhaltende, ensembledienliche Spielweise des Bassisten. Typische solistische Einwürfe, die für gewöhnlich die Identifizierung einer Musikerpersönlichkeit erleichtern, sind vom Bass auf dem gesamten Album nicht zu hören. Die musikalische Praxis spricht allerdings für die Beteiligung des Brasilianers, da Produzenten bei Aufnahmen derartiger Projekte dazu neigen, sicher aufeinander eingespielte Rhythmusgruppen zu engagieren.
Milton Banana: Schlagzeug
In den USA und Europa bis heute weitgehend unbekannt, galt Milton Banana (1935–1999) in seinem Heimatland als einer der besten Schlagzeuger und Perkussionisten. Er kam auf ausdrücklichen Wunsch Jobims und Gilbertos mit nach New York, da sie mit der rhythmischen Auffassung der ihnen von Schallplatten her bekannten US-Drummer unzufrieden waren.

### Produktionsteam und weitere Beteiligte
Creed Taylor: Produzent
Creed Taylor war erst kurze Zeit vorher von seinem eigenen Label Impulse! Records zu Verve gekommen. Er stand also unter einem gewissen Erfolgsdruck bei seinem neuen Arbeitgeber, was erklärt, warum er gewisse Entscheidungen bei der Aufnahme und der Vermarktung der Getz/Gilberto-Session vor allem unter dem Gesichtspunkt des größtmöglichen kommerziellen Erfolgs traf.
Phil Ramone: Tonmeister
Phil Ramone war zum Zeitpunkt der Aufnahme seit etwa einem Jahr Miteigentümer und Tonmeister des A&R Studios in der New Yorker 48. Straße. Ihm war aus ähnlichen Gründen wie Taylor an einem kommerziellen Erfolg gelegen, jedoch suchte er auch nach einer günstigen Gelegenheit, seinen innovativen technischen Ideen einem breiten Hörerpublikum nahebringen zu können. Im Fall von Girl from Ipanema riskierte er das angesichts von Astrud Gilbertos stimmlicher Unsicherheit – die Sängerin benötigte letztlich fünf Takes – kostspielige Experiment, das Tonband mit einer Geschwindigkeit von 30 Zoll (76 cm) pro Sekunde laufen zu lassen. Diese aufwändige Methode war vorher nur für Aufnahmen klassischer Musik eingesetzt worden, für Jazz- und Pop-Aufnahmen begnügte man sich bis dahin gewöhnlich mit 15″/38 cm pro Sekunde.
Monica Getz
Von allen Beteiligten wurde immer wieder hervorgehoben, wie wichtig die Anwesenheit von Stan Getz’ Frau Monica für das Gelingen der Aufnahmen gewesen sei. Sie verstand es, ausgleichend auf die instabile Psyche ihres von Drogen- und Alkoholproblemen geplagten Mannes einzuwirken, ihr gelang es, den als ebenfalls sehr schwierig bekannten João Gilberto überhaupt erst vom Hotel ins Studio zu bringen, und schließlich soll sie auch die erste gewesen sein, die massiv für die Mitwirkung von Astrud Partei ergriffen habe.

### Auszeichnungen und internationaler Erfolg
Creed Taylor blieb lange unschlüssig, wie er mit den Bändern der Session verfahren sollte; nach eigenem Bekunden fiel es ihm besonders schwer, die für eine Single-Veröffentlichung von Girl from Ipanema unverzichtbaren Schnitte vorzunehmen. Als er sich Ende 1963 aber schließlich dazu entschloss, gab ihm der Erfolg Recht: Die im Januar 1964 erschienene Single verkaufte sich binnen weniger Wochen knapp zwei Millionen Mal und verhalf so auch der LP-Version zu großer Popularität. In Westeuropa reagierte das Publikum ähnlich enthusiastisch, was besonders im Lichte der Tatsache erwähnenswert ist, dass zur selben Zeit die Beatlemania beiderseits des Atlantiks ihren Höhepunkt erreichte.
Noch im selben Jahr 1964 sollen bereits vierzig Versionen anderer Interpreten allein auf dem US-Schallplattenmarkt vertreten gewesen sein. Der außergewöhnliche Erfolg beschränkte sich dabei keineswegs auf den weißen Mittelstand, den die Plattenfirma ursprünglich im Blick gehabt hatte. Auch schwarze Musiker und Hörer, die normalerweise ein anderes Stimmideal und eine andere rhythmische Intensität bevorzugen, als sie in Girl from Ipanema dargeboten wird, begeisterten sich für das Stück: Bereits einige Monate später waren Versionen von Sängerinnen wie Ella Fitzgerald, Sarah Vaughan und Esther Phillips weit verbreitet, auch Nat King Cole sang wenige Monate vor seinem Tod noch eine Version ein.
Die Rezension der angesehenen Jazz-Zeitschrift Down Beat verlieh der Aufnahme mit fünf Sternen ihre bestmögliche Bewertung. Von den Grammys für das Jahr 1964 gingen insgesamt vier an die an Girl From Ipanema Beteiligten, nämlich die Preise in den Kategorien für das beste Album, die beste Single und die beste Jazz-Instrumentaldarbietung (an Stan Getz) sowie die beste Tonaufnahme im „Non-classical“-Bereich (an Phil Ramone).
Die National Academy of Recording Arts and Sciences hat die Singleauskopplung 2000 in die „Grammy Hall of Fame“ und 2001 in ihre „Latin Hall of Fame“ aufgenommen, und im Jahre 2004 entschied die Library of Congress, die Einspielung im National Recording Registry zu vermerken.

## Spätere Interpretationen
Girl from Ipanema konkurriert, wie Ruy Castro vermutet, mit klassischem Pop-Material wie Paul McCartneys Yesterday um den Rang eines der meistinterpretierten Stücke des 20. Jahrhunderts, und diese Einschätzung erscheint angesichts der Verbindung des Songs mit drei äußerst produktiven Genres – dem Jazz, der brasilianischen Musik und eben dem Pop – nicht abwegig. Es ist daher kaum möglich und wenig sinnvoll, eine komplette Liste aller in den vergangenen Jahrzehnten erschienenen Versionen zusammenzustellen. Ein Bericht der Deutschen Welle zum „50-jährigen Jubiläum“ des Liedes verweist darauf, dass „das Lied mehr als 200 Mal interpretiert wurde, 40 Mal alleine zwischen 1963 und 1965“.

### Jobim und Frank Sinatra (1967)
Mitte der 60er Jahre kam es für Song-Komponisten einem Ritterschlag in der Entertainment-Industrie gleich, wenn eines ihrer Stücke von Frank Sinatra interpretiert wurde. „Ol’ Blue Eyes“ nahm im Lauf des Jahres 1966 Kontakt zu Jobim auf und machte dem brasilianischen Emigranten den Vorschlag, ein komplettes Album gemeinsam – das heißt, mit Jobim als Gitarristen und zweitem Sänger – einzuspielen. Als Arrangeur griff man erneut auf Claus Ogerman zurück, dessen Arbeiten auch Sinatra schätzte. Auf der im März 1967 erschienenen LP Francis Albert Sinatra & Antônio Carlos Jobim, die bemerkenswerte Verkaufsziffern erzielte, war auch ein Duett zu The Girl from Ipanema (aufgenommen am 31. Januar 1967) enthalten. Mit der Interpretation durch Sinatra, dessen Stil und Repertoire unzähligen Sängern als Vorbild diente, war der Song im Zentrum des musikalischen Establishments angekommen, selbst renommierte klassische Orchester und Solisten (beispielsweise der Flötist James Galway) versuchten sich in der Folgezeit daran.

### Zwischen Kommerz und Parodie: Weitere Versionen
John Krich konstatierte 1991 resignierend: „Die bahnbrechenden Songs, zu deren Verbreitung Jobim und Gilberto in den Sechzigern entscheidend beigetragen haben, sind heute Standardnummern, Kaufhausgedudel […]“.
Mit der erfolgreichen Sinatra-Version hatte sich Girl from Ipanema einen Platz im Standard-Jazzrepertoire zwar dauerhaft gesichert, es fällt aber – wie schon erwähnt – auf, dass ein Großteil der Jazzmusiker (hierunter Künstler wie Erroll Garner, Peggy Lee, Diana Krall, Mel Tormé, Don Byas oder Eliane Elias) der ästhetischen Aussage der frühen Versionen nichts wesentlich Neues hinzufügen können oder wollen. Eine radikal neue Herangehensweise, wie sie der Free-Jazz-Saxophonist Archie Shepp bereits im Februar 1965 vorgestellt hatte, blieb die seltene Ausnahme:

„Shepp dekonstruiert das Stück, setzt das Hauptmotiv polyphon, macht daraus ein Stück Varieté-Satire. Sein Solo bewegt sich in denkbar größtem Gegensatz zu Stan Getz’ Solo auf der Hit-Platte: Ermüdend lange ergeht sich der überlegene Spötter Shepp in atomisierten, zornigen Motivkürzeln.“

Zum von Krich beklagten Image der Bossa Nova als „Kaufhausmusik“ haben die vielen Versionen des Girl from Ipanema auf Einspielungen von Musikern aus den gefälligeren Bereichen der Popmusik Entscheidendes beigetragen. Stars wie Sammy Davis Jr., The Supremes, Cliff Richard bis hin zu Madonna und Viktor Lazlo war an einem eigenständigen, kreativen Umgang mit einem derartigen Song sicher nicht primär gelegen. Instrumentalversionen, wie sie Herb Alpert (bereits 1965) oder Kenny G vorgelegt haben, ist die klangliche Nähe zur Muzak kaum mehr abzusprechen.
Originelle Adaptationen des Songs finden sich daher vor allem in weniger breitenwirksamen Subgenres des Musikbetriebs, so etwa auf der Single Girl from Ipanema goes to Greenland (1986) der B-52’s. Auch Musiker, in deren Auftritten das parodistische Element eine wichtige Rolle spielt, bedienen sich des heutzutage betont „seichten“ Images der Nummer gerne – so etwa Helge Schneider, der sie zusammen mit der Sängerin Eva Kurowski für eine CD-Produktion einspielte. Der deutsche Text dieser Interpretation (Die Frau aus Castrop-Rauxel) nimmt die Erzählweise der verbreiteten amerikanischen Übersetzung spielerisch auf, gleitet dabei aber ins Groteske ab.
Als direktes oder indirektes Vorbild der meisten Parodien kann Stephen Sondheims The Boy from… aus dem Jahr 1966 gelten. In diesem Song, der sich melodisch und textlich eng an seiner Vorlage orientiert, wird die Getz/Gilberto-Version unter fast jedem denkbaren Aspekt persifliert:
Die Sängerin Linda Lavin trägt mit ähnlich mädchenhaft-unschuldigem Timbre wie Astrud Gilberto einen Text über ihren abweisenden Angebeteten vor, dessen klischeehaft offensichtliche Homosexualität ihr vollkommen entgeht. Die drei Punkte im Titel stehen dabei für den absurd komplizierten Namen eines fiktiven lateinamerikanischen Dorfes, aus dem der junge Mann stammt.

## Verwendung im Film
Der brasilianische Regisseur Leon Hirszman, ein Exponent des so genannten Cinema Novo, drehte 1967 eine filmische Umsetzung der Liedvorlage. Etliche Filme aus Europa und den USA – die meisten davon Komödien – nutzen den Song dagegen meist im Sinne einer seichten Hintergrundmusik, wenn eine entsprechende Stimmung geschaffen werden soll. Beispiele hierfür bieten Blues Brothers (Fahrstuhlmusik im Showdown), Woody Allens Harry außer sich oder der Animationsfilm Findet Nemo.

## Helô Pinheiro, die „Muse“ des Liedes

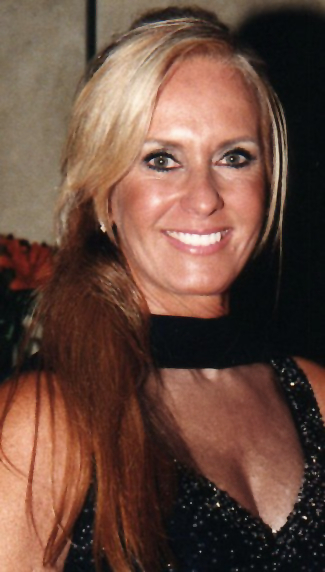
Helô Pinheiro im Jahr 2006

Für das Mädchen, das der Text von Vinícius de Moraes besingt, hat es, wie er und Jobim erst Jahre später preisgaben, offenbar ein reales Vorbild gegeben. Heloísa Eneida Menezes Paes Pinto (* 7. Juli 1943), kurz Helô, wohnte in Jobims unmittelbarer Nachbarschaft, der Rua Montenegro. Auf ihren alltäglichen Wegen (auch, aber keineswegs ausschließlich zum Strand von Ipanema) kam sie regelmäßig an der bevorzugten Bar der beiden Musiker, dem Veloso, vorbei,

„[…] wo sie schon ziemlich bekannt war und regelmäßig hinkam, um Zigaretten für ihre Mutter zu kaufen – und von einem Pfeifkonzert begleitet wieder hinausging.“

Jobim und Moraes offenbarten ihr erst kurz vor ihrer Heirat im Jahr 1965, dass sie die Inspiration für das mittlerweile berühmte Lied gewesen war. Da auch einige Journalisten über dieses „Geständnis“ informiert wurden, stand Helô plötzlich im Mittelpunkt des öffentlichen Interesses; der bereits erwähnte Regisseur Leon Hirszman bot ihr beispielsweise die Hauptrolle in seinem Film Garôta de Ipanema an. Noch heute genießt sie in den brasilianischen Medien eine gewisse Prominenz, so erschien sie zum Beispiel in der brasilianischen Ausgabe des Playboy vom Mai 1987. Im Jahr 2001 wurde sie in einen Rechtsstreit mit den Erben von Jobim und Moraes verwickelt, der die Rechtmäßigkeit der Verwendung des Songtitels Garota de Ipanema im Namen von Helô Pinheiros Boutique zum Gegenstand hat.

## Würdigung bei den Olympischen Spielen 2016
Die Maskottchen der Olympischen Sommerspiele 2016 und der Sommer-Paralympics 2016 in Rio de Janeiro trugen zu Ehren von Vinícius de Moraes und Tom Jobim die Namen Vinicius und Tom. Helô Pinheiro gehörte zu den olympischen Fackelläuferinnen in Rio. Bei der Eröffnungsfeier spielte Daniel Jobim, der Enkel des Komponisten, The Girl from Ipanema. Das brasilianische Model Gisele Bündchen lief dazu als das Mädchen durchs Stadion. Die Aufführung brachte dem Lied einen neuen Popularitätsschub.